# 池廣一夫
池廣一夫（池広一夫，1929年10月25日—）日本的電影導演。

## 生平
出生於東京，父親池廣利夫原本就在大日本映畫製作株式會社公司裡擔任要職，因此對電影導演的職業產生興趣，但遭到父親拒絕，加藤泰被解雇之後，他決定去應徵導演助理，1950年加入大映京都攝影所，同期學生有土井茂、黑田義之、井上昭等人。
在協助吉村公三郎、溝口健二、市川崑、新藤兼人、齋藤寅次郎等多位導演之後，1960年正式成為導演，但是當時常因為和大映社長永田雅一不合，被永田處罰。
在拍攝電影《大菩薩嶺》時看上了市川雷藏的才華，於是在1962年讓市川雷藏主演《沓掛時次郎》，大獲成功，使他再度復出導演職業，之後他也表示市川雷藏是他人生事業上一位大貴人。
在拍攝《眠狂四郎女妖劍》頭一次使用頻閃攝影，讓眠狂四郎的絕技「圓月殺法」頗現神秘美感，讓日後拍攝眠狂四郎電影的導演們都引以效法。

## 主要電影導演作品
- 薔薇大名（1960年）
- 沓掛時次郎（1961年）
- 中山七里（1962年）
- 忍者・霧隱才藏續集（1962年）
- 影子斬（1963年）
- 座頭市千兩首（1964年）
- 座頭市恣意風箏（1964年）
- 眠狂四郎女妖劍（1964年）
- 若親分（1965年）
- 若親分出獄（1965年）
- 若親分喧嘩狀（1966年）
- 新書·忍者（1966年）
- 座頭市渡海（1966年）
- 雁（1966年）
- 眠狂四郎無賴控 魔性之肌（1967年）
- 孤狼行（1968年）
- 眠狂四郎惡女狩獵（1969年）
- 眠狂四郎卍字斬（1969年）
- 秘劍破（1969年）
- 無宿人御子神の丈吉・牙は引き裂いた（1972年）
- 無宿人御子神の丈吉・川風は過去に流れた（1972年）
- 無宿人御子神の丈吉・黄昏に閃光が飛んだ（1973年）
- 化粧（1984年）

## 電視劇導演作品
- 西遊記（1978年）

## 外部連結
- 池広一夫（池廣一夫） （页面存档备份，存于）（日語）
- 池広一夫 - wiki （页面存档备份，存于）（日語）
- 池広一夫 goo映画（日語）